# Амерички графити 2
Амерички графити (енгл. More American Graffiti) је филм из 1979. године, и наставак је Лукасовог хит филма, Амерички графити. Док први део филма прати авантуре групе пријатеља и тинејџера током једне летње ноћи, други део нам показује где ова група људи завршава пар година касније.
Већина ликова из првог дела се појављује и у другом делу: Кенди Кларк, Рон Хауард, Пол Ле Мет, Синди Вилијамс, Чарлс Мартин Смит, Макензи Филипс и Харисон Форд. Ричард Драјфус, главни лик првог дела се не појављује у другом делу.

## Радња
Џон Милер је убијен, у децембру 1964. године, од стране пијаног возача. Ово убиство подсећа на смрт Џејмса Дина, мада за његову смрт није крив возач.

## Улоге
| Глумац         | Улога |
| -------------- | ----- |
| Кенди Кларк    | Деби  |
| Рон Хауард     | Стив  |
| Пол Ле Мет     | Џон   |
| Синди Вилијамс | Лаура |
| Харисон Форд   | Боб   |